# Disciphania domingensis
Disciphania domingensis är en tvåhjärtbladig växtart som beskrevs av Ignatz Urban. Disciphania domingensis ingår i släktet Disciphania och familjen Menispermaceae. Inga underarter finns listade i Catalogue of Life.